# Dezember 2014
Portal Geschichte | Portal Biografien | Aktuelle Ereignisse | Jahreskalender | Tagesartikel

◄ |
20. Jahrhundert |
21. Jahrhundert

◄ |
1980er |
1990er |
2000er |
2010er
| 2020er | 2030er | 2040er

◄ |
2010 |
2011 |
2012 |
2013 |
2014
| 2015 | 2016 | 2017 | 2018 | ►

◄ |
September 2014 |
Oktober 2014 |
November 2014 |
Dezember 2014 |
Januar 2015 |
Februar 2015 |
März 2015 |
►
Dieser Artikel behandelt tagesbezogene Nachrichten und Ereignisse im Dezember 2014.

## Tagesgeschehen

### Montag, 1. Dezember 2014
- Brüssel/Belgien: Der frühere polnische Ministerpräsident Donald Tusk tritt als Nachfolger von Herman Van Rompuy das Amt des Präsidenten des Europäischen Rates an.[1]
- Lima/Peru: Beginn der 20. UN-Klimakonferenz (bis 12. Dezember).

### Dienstag, 2. Dezember 2014
- Jerusalem/Israel: Ministerpräsident Benjamin Netanjahu entlässt Minister aus zwei liberalen Parteien und spricht sich für Neuwahlen aus, die am Folgetag auf den 17. März datiert werden. Hintergrund ist ein Streit in der Regierungskoalition um den Haushaltsentwurf und damit die Frage, ob der Verteidigungs- oder der Sozialetat zu erhöhen wäre.[2]
- Mandera/Kenia: Bei einem Anschlag auf Arbeiter eines Steinbruchs im Nordosten Kenias nahe der somalischen Grenze kommen mindestens 36 Nichtmuslime um. Das Attentat trägt die Handschrift der islamistischen Shaabab-Terrormiliz.[3]
- Sofia/Bulgarien: Die geplante Erdgasleitung South Stream wird gestoppt.[4]
- Vatikanstadt: Papst Franziskus und Vertreter der Weltreligionen unterzeichnen eine Resolution für die Abschaffung weltweiter Sklaverei. Bis zum Jahr 2020 will man dem Menschenhandel und der Sklaverei ein Ende bereiten.[5]

### Mittwoch, 3. Dezember 2014
- Bern/Schweiz: Mit 181 von 246 Stimmen wird Simonetta Sommaruga als neue Bundespräsidentin für das Jahr 2015 gewählt. Ihr Stellvertreter ist Johann Schneider-Ammann. Damit kommen zum ersten Mal Präsident und Vizepräsident des Bundesrates aus demselben Kanton, nämlich aus Bern.[6]
- Stockholm/Schweden: Nach nur zwei Monaten im Amt scheitert die schwedische Regierung, nachdem ihr Haushaltsentwurf im Parlament keine Mehrheit gefunden hat. Ministerpräsident Stefan Löfven kündigt Neuwahlen für den 22. März an.[7]

### Donnerstag, 4. Dezember 2014
- Grosny/Russland: Bei einem Angriff von Rebellen auf Grosny, der Hauptstadt der russischen autonomen Teilrepublik Tschetschenien, sterben zehn Polizisten und neun Rebellen. Eine Schule und ein Mediengebäude werden schwer beschädigt.[8]
- Malé/Malediven: Ein Kabelbrand in der einzigen maledivischen Meerwasserentsalzungsanlage unterbricht die Trinkwasserversorgung. Auf der Insel Malé wird der Notstand ausgerufen. In den Folgetagen beginnen Indien und China mit Hilfslieferungen von Wasser.[9]

### Freitag, 5. Dezember 2014

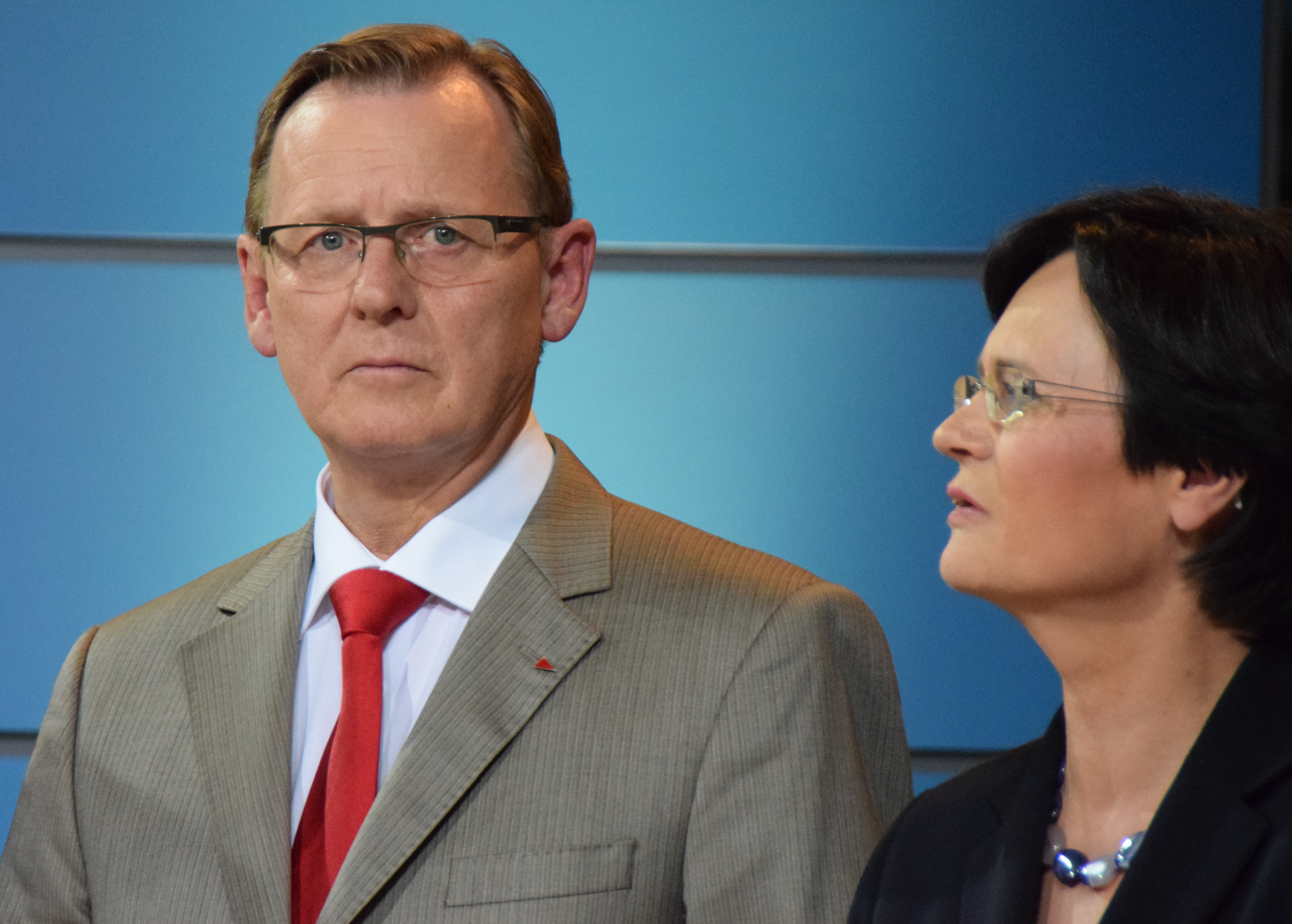
Bodo Ramelow, Christine Lieberknecht

- Cape Canaveral/Vereinigte Staaten: Der Erstflug des Raumfahrzeuges Orion verläuft erfolgreich.[10]
- Erfurt/Deutschland: Der Landtag wählt Bodo Ramelow (Die Linke) zum Ministerpräsidenten. Er steht einer rot-rot-grünen Regierung vor und verweist die CDU in die Opposition, die seit 1990 stets den Regierungschef im Land stellte, zuletzt Christine Lieberknecht. In seiner Antrittsrede entschuldigt sich Ramelow bei den Opfern der SED.[11][12]
- Teheran/Iran: Der Iran bestätigt, erstmals auf Anfrage der irakischen Regierung Luftangriffe gegen die  islamistische Terrororganisation Islamischer Staat im Irak geflogen zu haben.[13]

### Samstag, 6. Dezember 2014
- Mogadischu/Somalia: Wegen Unstimmigkeiten mit dem Präsidenten setzt das Parlament Premierminister Abdiweli Sheikh Ahmed durch ein Misstrauensvotum ab.[14]
- Taizz/Jemen: Durch das Kentern ihres Bootes ertrinken mindestens 70 äthiopische Flüchtlinge vor der jeminitischen Küste im Roten Meer.[15]

### Sonntag, 7. Dezember 2014
- Beni/DR Kongo: Einem erneuten Angriff islamistischer ugandischer Rebellen fallen 36 Personen zum Opfer.[16]

### Montag, 8. Dezember 2014
- Roseau/Dominica: Die Parlamentswahlen gewinnt die Regierungspartei Labour, die 15 Mandate erringen kann. Die restlichen sechs Mandate gehen an die Vereinigte Arbeiterpartei (UWP).[17]

### Dienstag, 9. Dezember 2014

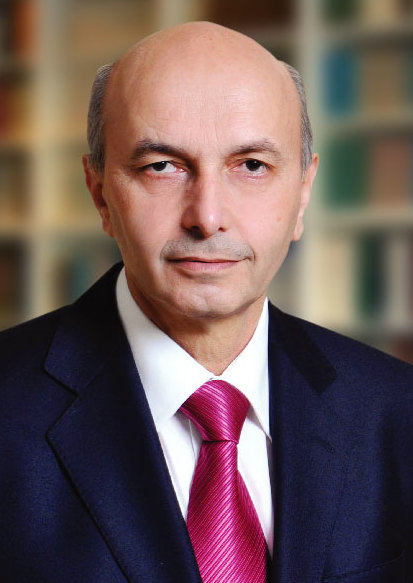
Isa Mustafa

- Priština/Kosovo: Nach der Einigung der beiden größten Parteien auf den Oppositionspolitiker Isa Mustafa als neuen Ministerpräsidenten wird die Regierung Mustafa im Parlament von Priština gewählt und vereidigt. Damit wird ein monatelanges politisches Patt beendet, das durch den erneuten Wahlsiegs der Partei des bisherigen Premiers Hashim Thaçi bei den Parlamentswahlen und der Verhinderungshaltung der anderen Parteien zustande gekommen war.[18]

### Mittwoch, 10. Dezember 2014
- Monaco/Monaco: Fürstin Charlène von Monaco bringt Zwillinge und damit einen neuen Thronfolger für Monaco zur Welt.[19]
- Port Louis/Mauritius: Die Parlamentswahlen gewinnt die Allianz Lepep mit 47 Sitzen. Die größte Oppositionsfraktion stellt die Allianz PTr/MMM mit 13 Mandaten.[20]

### Donnerstag, 11. Dezember 2014

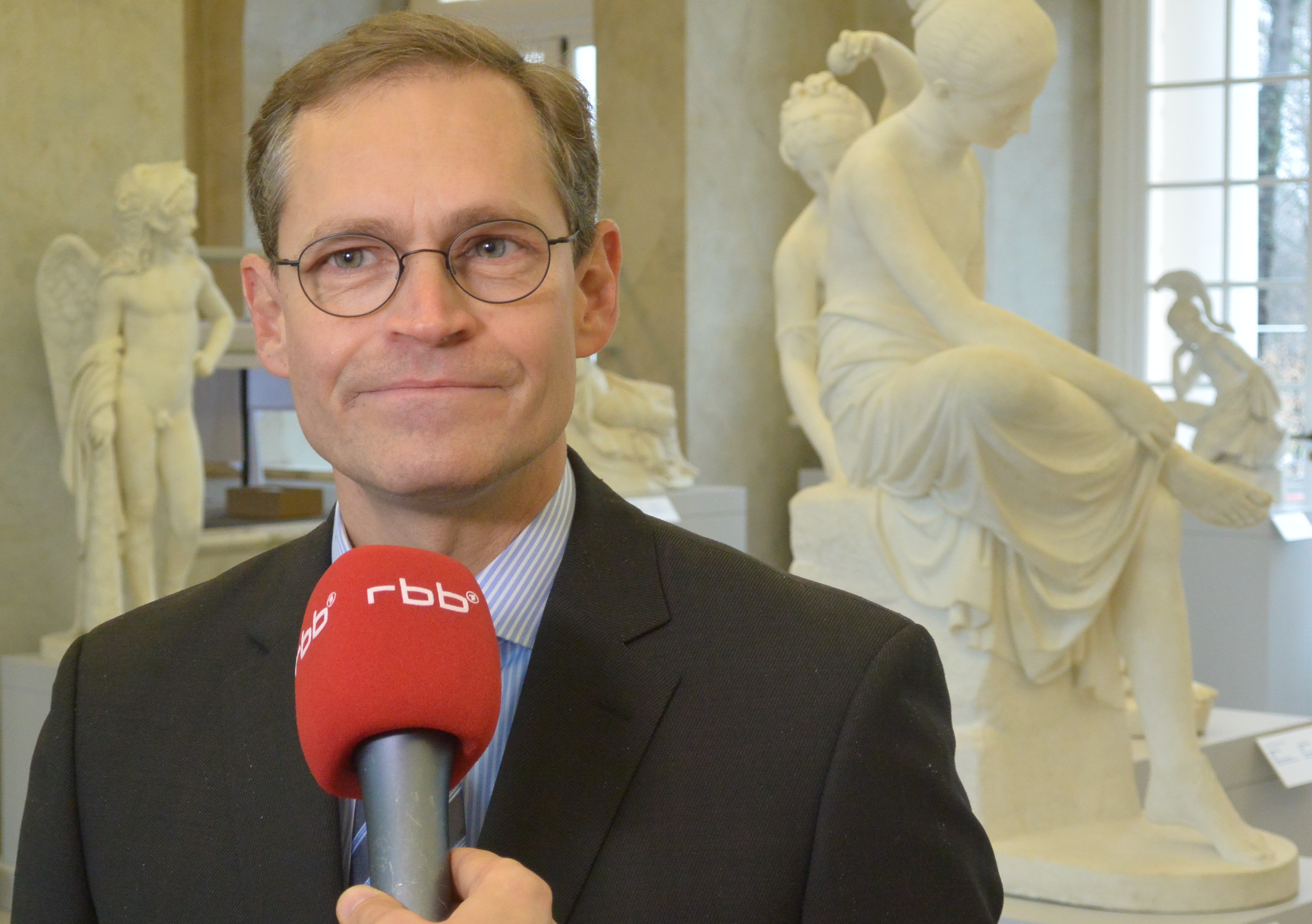
Michael Müller

- Berlin/Deutschland: Der regierende Bürgermeister von Berlin, Klaus Wowereit, tritt von seinem Amt zurück. Als sein Nachfolger wird Michael Müller gewählt. Sein Senat umfasst zwei Neuerungen gegenüber dem seines Vorgängers.[21]
- Neu-Delhi/Indien: Bei einem Besuch des russischen Präsidenten Wladimir Putin in der indischen Hauptstadt bei Premierminister Narendra Modi vereinbaren beide Staaten neue Lieferabkommen für den russischen Export von Gas, Öl und Nukleartechnologie, den Ausbau der maroden indischen Infrastruktur sowie eine Zusammenarbeit in der Luft- und Raumfahrt.[22]

### Freitag, 12. Dezember 2014
- Wiesbaden/Deutschland: „Lichtgrenze“ als Bezeichnung für die Lichtinstallation in Berlin am Jahrestag des Mauerfalls lautet für die Gesellschaft für deutsche Sprache das Wort des Jahres in Deutschland.[23]

### Samstag, 13. Dezember 2014
- Nanjing/China: Erstmals gedenkt die Volksrepublik des Massakers japanischer Soldaten 1937 in Nanking. Präsident Xi Jinping hebt hervor, dass die Verantwortung von wenigen Militaristen und nicht vom japanischen Volk zu tragen sei.[24]

### Sonntag, 14. Dezember 2014
- Lima/Peru: Bei der 20. UN-Klimakonferenz können sich die 195 teilnehmenden Länder nur auf sehr vage Kriterien für die Reduktion von Kohlenstoffdioxid einigen. Streitpunkt ist insbesondere die Finanzierung, so sehen die Entwicklungsländer die Industrienationen in der Verantwortung für bei ihnen verursachte Schäden durch den Klimawandel.[25]
- Tokio/Japan: Bei den Wahlen zum Unterhaus des nationalen Parlamentes erreicht die Liberaldemokratische Partei von Premierminister Shinzō Abe die absolute Mehrheit. Die Wahlbeteiligung sinkt auf einen historischen Tiefststand. Abe möchte sich mit dieser Wahl seine Wirtschaftspolitik bestätigen lassen.[26]

### Montag, 15. Dezember 2014
- Dresden/Deutschland: Bei einer Demonstration des Bürgerbündnisses Patriotische Europäer gegen die Islamisierung des Abendlandes (Pegida) versammeln sich über 15.000 Menschen, um auf eine aus ihrer Sicht verfehlte europäische Einwanderungs- und Asylpolitik aufmerksam zu machen.[27]
- Sydney/Australien: Bei der Geiselnahme von Sydney werden in einem Café in der Innenstadt 17 Angestellte und Kunden als Geiseln genommen. Es kommen drei Personen, darunter der Geiselnehmer Man Haron Monis, ums Leben, vier weitere werden verletzt. Der Geiselnehmer gab sich als Repräsentant des Islamischen Staates zu erkennen und sagte, dass es sich um einen terroristischen Angriff handelte.[28]

### Dienstag, 16. Dezember 2014
- Peschawar/Pakistan: Bei einem Terroranschlag in Peschawar werden mindestens 141 Menschen getötet, darunter 132 Kinder.[29]

### Mittwoch, 17. Dezember 2014
- Athen/Griechenland: Bei der Präsidentschaftswahl in Griechenland 2014/2015 verfehlt der Kandidat der Regierungskoalition, der frühere EU-Kommissar Stavros Dimas, die Mehrheit im Parlament. Damit erfolgt am 23. Dezember eine zweite Wahlrunde.[30]
- Havanna/Kuba: Die kubanische und die US-amerikanische Regierung kündigen in Fernsehansprachen ihrer Präsidenten an, dass diplomatische und wirtschaftliche Beziehungen wieder aufgenommen und Sanktionen aufgehoben werden. Die USA wollen wieder eine Botschaft auf Kuba eröffnen.[31]

### Donnerstag, 18. Dezember 2014
- Berlin/Deutschland: Hans-Peter Bartels (SPD) wird zum Wehrbeauftragten des Deutschen Bundestages gewählt. Amtsantritt ist am 20. Mai 2015.[32]

### Samstag, 20. Dezember 2014
- Marrakesch/Marokko: Real Madrid gewinnt nach einem 2:0-Finalsieg gegen den argentinischen Club Atlético San Lorenzo de Almagro aus Buenos Aires die Klub-Weltmeisterschaft im Fußball.[33]
- Monrovia/Liberia: Bei den Senatswahlen erhält die Oppositionspartei Kongress für Demokratischen Wandel die meisten Stimmen, aber nur zwei Sitze. Die Regierungspartei Einheits-Partei kommt nur auf die drittbeste Stimmenzahl, kann aber 4 Sitze im Senat erringen. Die restlichen Sitze entfallen auf fünf weitere Parteien und drei unabhängige Kandidaten.[34]

### Sonntag, 21. Dezember 2014

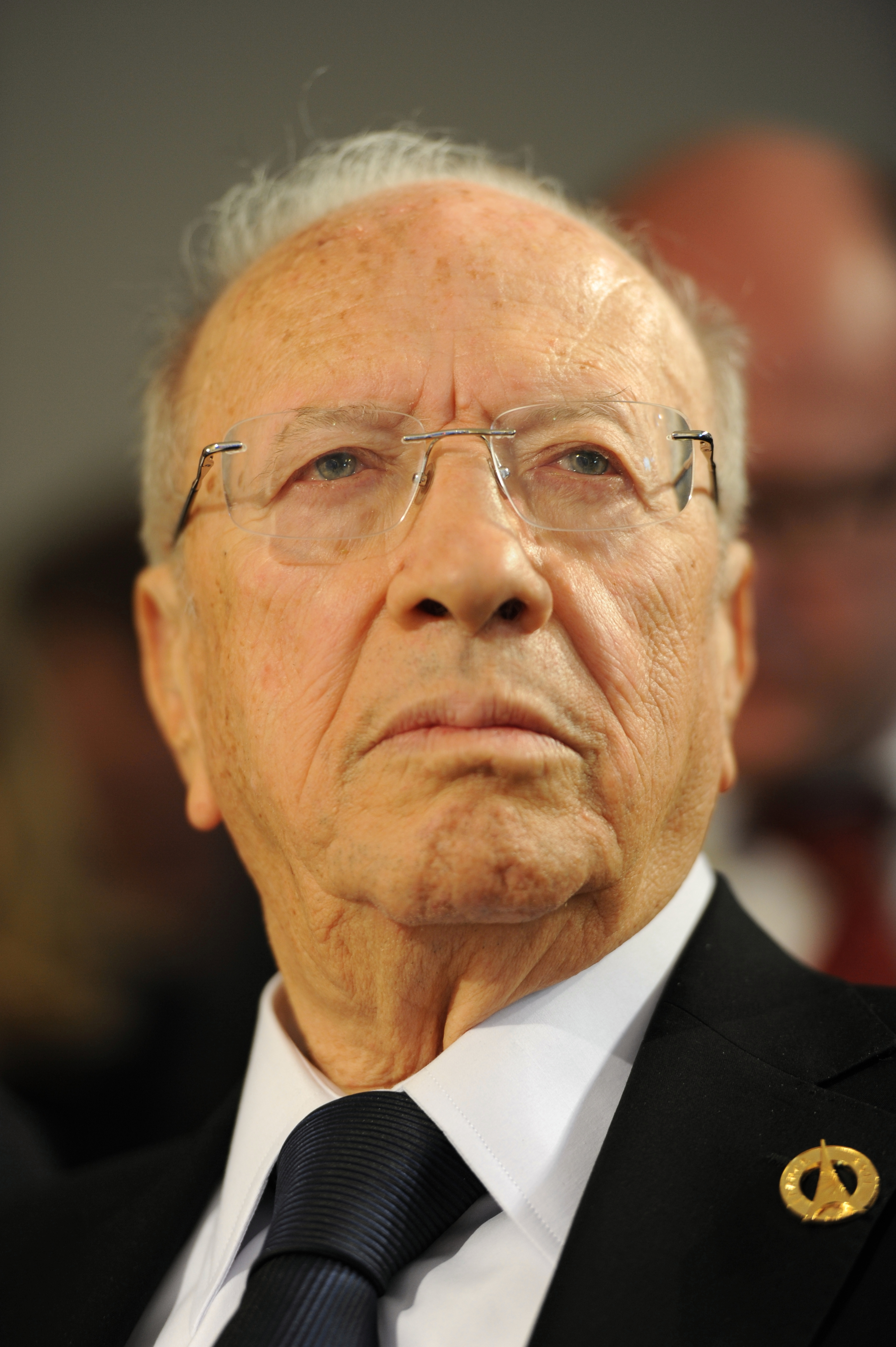
Beji Caid Essebsi (2011)

- Taschkent/Usbekistan: Bei den Parlamentswahlen kann die Liberaldemokratische Partei von Präsident Islom Karimov ihre Vormachtstellung behaupten. Zur Wahl sind nur Parteien zugelassen worden, die den Kurs des Präsidenten unterstützen, da Oppositionsparteien wie Birlik (Einheit) oder Erg (Freiheit) die Registrierung verweigert wird. Die Wahlbeteiligung beträgt 89 %.[35]
- Tunis/Tunesien: Die Stichwahl um das Amt des Präsidenten gewinnt der langjährige Regierungspolitiker Beji Caid Essebsi mit über 55 % der Stimmen gegenüber dem derzeitigen Übergangspräsidenten Moncef Marzouki.[36]

### Montag, 22. Dezember 2014
- Managua/Nicaragua: Präsident Ortega gibt den Startschuss für den Beginn der Bauarbeiten für den Nicaragua-Kanal. Investoren aus der Volksrepublik China, welche die Konzession ohne Ausschreibung erhalten haben, wollen zusätzlich zur interozeanischen Wasserstraße Autobahnen, zwei Häfen, einen künstlichen See, eine Freihandelszone, einen Tourismuskomplex sowie eine Stahl- und Betonfirma errichten. Darüber hinaus erhält China Lizenzen zum Abbau der Rohstoffe. Tausende Bauern protestieren gegen den Kanal, weil sie die Zerstörung ihrer Lebensgrundlage befürchten. Umweltschützer, Opposition und Bürgerinitiativen kritisieren zahlreiche Verletzungen der Umweltauflagen. Es droht die Beeinträchtigung des gesamten Ökosystems, wenn das Trinkwasser des Nicaraguasees, durch welchen der Kanal verläuft, verschmutzt wird.[37]

### Dienstag, 23. Dezember 2014
- Athen/Griechenland: Beim zweiten Wahlgang der Präsidentschaftswahl in Griechenland 2014/2015 verfehlt der Kandidat der Regierungskoalition, der frühere EU-Kommissar Stavros Dimas, erneut die Mehrheit im Parlament. Damit erfolgt am 29. Dezember eine dritte und letzte Wahlrunde.[38]
- Kiew/Ukraine: Mit großer Mehrheit nimmt das Parlament ein Gesetzesvorhaben an, welches den Status des Landes als blockfreier Staat beendet. Mittelfristig strebt die Ukraine einen Beitritt zur NATO an. Russland kritisiert diesen Schritt und sieht in einem NATO-Beitritt seines Nachbarlandes eine Gefahr für die eigene Sicherheit.[39]

### Mittwoch, 24. Dezember 2014

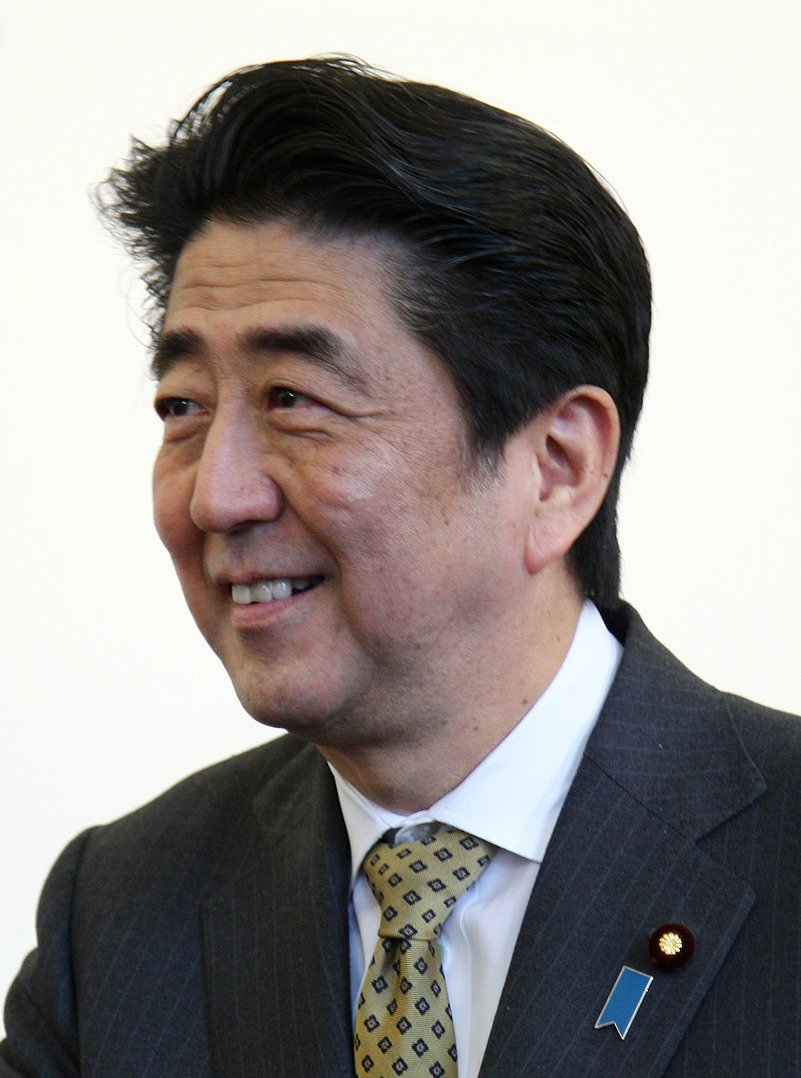
Shinzō Abe

- Mogadischu/Somalia: Das Parlament wählt Omar Abdirashid Ali Sharmarke zum neuen Premierminister.[40]
- Tokio/Japan: Die dritte Amtszeit von Premierminister Shinzō Abe beginnt.

### Donnerstag, 25. Dezember 2014
- Mogadischu/Somalia: Bei einem Überfall von Kämpfern der Shabaab-Miliz auf eine Weihnachtsfeier im Hauptquartier der Friedensmission der Afrikanischen Union kommen mehrere Personen um.[41]

### Freitag, 26. Dezember 2014
- Moskau/Russland: Präsident Putin bestätigt eine neue Militärdoktrin, in welcher der Konflikt in der Ukraine und die NATO-Osterweiterung als Gefahr für die eigene Sicherheit gewertet werden. Konkret werden die Verlegung von Angriffswaffen der NATO an die Grenzen von Russland sowie das geplante US-Raketenabwehrsystem genannt.[42]
- Simferopol/Ukraine: Die krimdeutsche Minderheit in der Autonomen Republik berichtet von zunehmenden Repressionen wie Einschränkung der Versammlungshoheit, Aufforderung zur Annahme der russischen Staatsbürgerschaft und Einschränkungen beim Gebrauch der Muttersprache seit der Annexion der Halbinsel Krim durch Russland.[43]

### Samstag, 27. Dezember 2014
- Minsk/Belarus: Vor dem Hintergrund der starken Wirtschaftsabhängigkeit von Russland, das wegen Rubelverfall und westlichen Sanktionen im Zuge des russischen Kriegs in der Ukraine wirtschaftlich unter Druck geraten ist, unternimmt Präsident Aljaksandr Lukaschenka eine tiefgreifende Kabinettsumbildung und tauscht den Chef der Zentralbank. Neuer Ministerpräsident wird der bisherige Stabschef Andrej Kabjakou.[44]
- Stockholm/Schweden: Nach einem Abkommen mit der bürgerlichen Opposition kann Ministerpräsident Stefan Löfven die von den Schwedendemokraten provozierte Regierungskrise abwenden und sagt daraufhin die für März angekündigten Neuwahlen ab.[45]

### Sonntag, 28. Dezember 2014
- Kousséri/Kamerun: Die kamerunische Armee stoppt einen gewaltigen Angriff der islamistischen Terrormiliz Boko Haram durch Luftangriffe. Diese hat vorübergehend den Militärstützpunkt Achigachia im äußersten Norden des Landes an der Grenze zu Nigeria besetzt.[46]
- Ravenna/Italien: Unweit des Hafens kollidiert bei schlechtem Wetter der türkische Frachter Gökbel mit dem unter der Flagge von Belize fahrenden Frachter Lady Aziz. Die Gökbel sinkt, zwei der elf Besatzungsmitglieder sterben, vier weitere werden vermisst.[47]
- Surabaya/Indonesien: Das AirAsia-Flugzeug mit der Flugnummer QZ8501 verschwindet auf seinem Weg von Surabaya nach Singapur 42 Minuten nach dem Start in einem Gewittergebiet vom Radar und gilt vorübergehend als verschollen. An Bord sind 162 Personen. Indonesien, Malaysia und Singapur suchen mit Marineschiffen, Flugzeugen, Helikoptern und Zerstörern nach Trümmerteilen in der Javasee,[48] wo zwei Tage später Wrackteile der Maschine entdeckt und erste Leichen geborgen werden.[49]
- Vlora/Albanien: Der Ausbruch eines Brandes an Bord der Fähre Norman Atlantic auf dem Weg vom griechischen Patras ins italienische Ancona vor Albanien fordert mindestens zehn Tote. Dutzende Passagiere werden weiterhin vermisst.[50] Beim Versuch, das havarierte Schiff zu bergen, kommen am Folgetag zwei albanische Seeleute um.[51]
- Zagreb/Kroatien: Bei den Präsidentschaftswahlen kommt der Amtsinhaber Ivo Josipović auf 38,5 % der Stimmen, seine Herausforderin, die frühere Außenministerin Kolinda Grabar-Kitarović erreicht 37 %. Damit wird eine Stichwahl nötig, die am 11. Januar 2015 stattfinden soll.[52]

### Montag, 29. Dezember 2014
- Athen/Griechenland: Beim dritten Wahlgang der Präsidentschaftswahl in Griechenland 2014/2015 verfehlt der Kandidat der Regierungskoalition, der frühere EU-Kommissar Stavros Dimas, erneut und damit endgültig die Mehrheit im Parlament. Somit gibt es Neuwahlen, die auf den 25. Januar 2015 festgelegt werden. Vor dem Hintergrund eines möglichen Wahlsieges des Linksbündnisses Syriza und dessen Beabsichtigung, das Sparprogramm zu beenden, brechen griechische Aktienkurse ein, da Ausfallrisiken steigen.[53]
- Manama/Bahrain: Mit Scheich Ali Salman wird der Anführer der wichtigsten schiitischen Oppositionsbewegung angeklagt. Er habe mit „Gewalt, Drohungen und illegalen Mitteln“ zum Sturz der Regierung angestachelt. Seit seiner gestrigen Festnahme kommt es immer wieder zu Zusammenstößen zwischen seinen Anhängern und Sicherheitskräften, die letztere gewaltsam auflösen.[54]

### Dienstag, 30. Dezember 2014
- Bad Hersfeld/Deutschland: Auf der Bundesautobahn 4 bei Bad Hersfeld verunglückt ein Reisebus. Dabei werden vier Menschen getötet und 40 verletzt. Auslöser war ein Pkw, der ins Schleudern geriet und den Bus rammte.[55]

### Mittwoch, 31. Dezember 2014
- Ramallah/Palästinensische Autonomiegebiete: Für Palästina unterzeichnet dessen Präsident Mahmud Abbas das Römische Statut des Internationalen Strafgerichtshofs.[56]
- Shanghai/China: Bei einer öffentlichen Feier zum Jahreswechsel an der Uferpromenade Bund sterben bei einer Massenpanik mindestens 36 Personen und 47 werden verletzt.[57]

## Weblinks

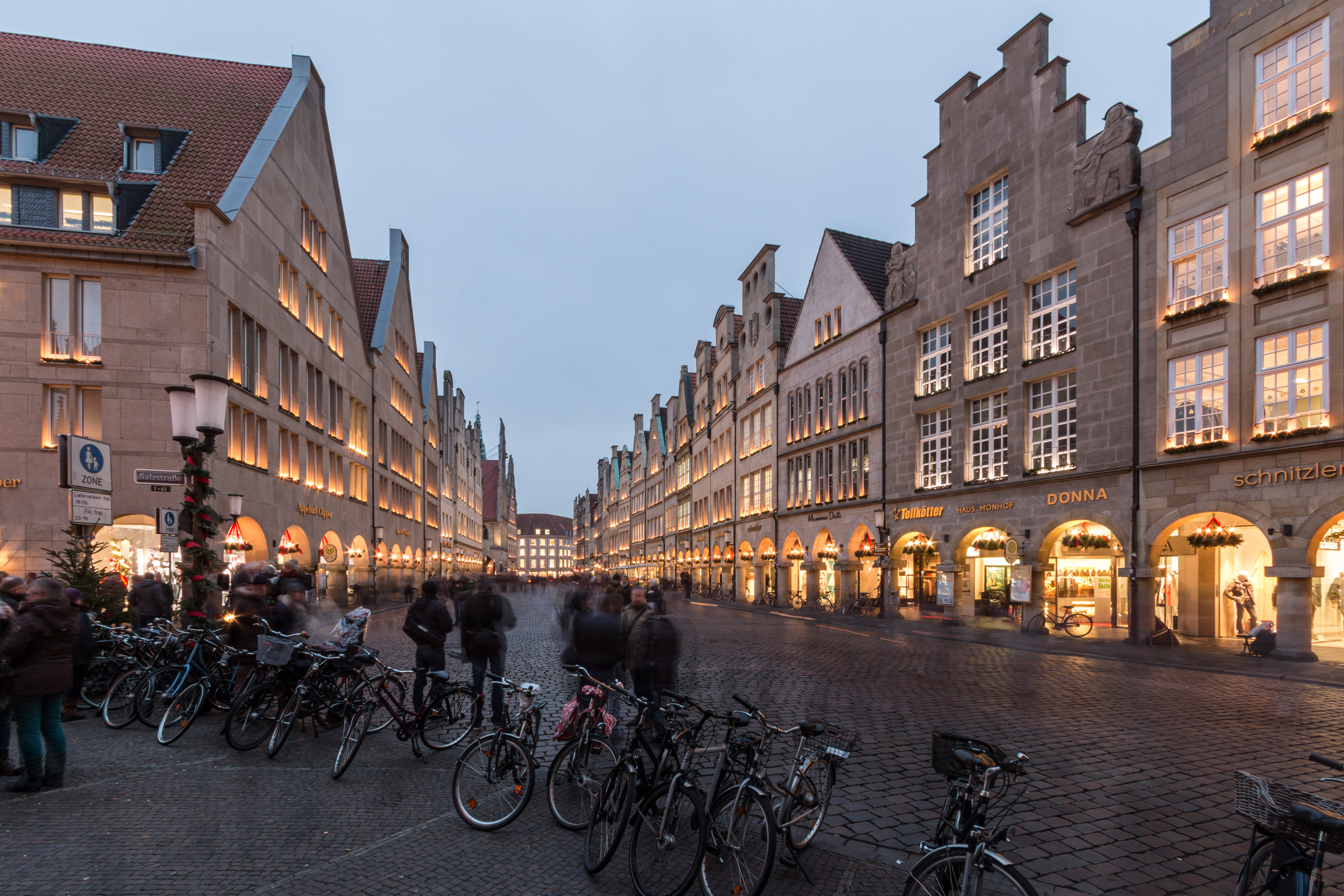
Nordrhein-Westfalen im Dezember 2014